# إمره أقبابا
إمره أقبابا ((بالتركية: Emre Akbaba)‏؛ مواليد 4 أكتوبر 1992) هو لاعب كرة قدم تركي يلعب لصالح نادي غلطة سراي.

## روابط خارجية
- إمره أقبابا على موقع الاتحاد الأوربي (الإنجليزية)
- إمره أقبابا على موقع اتحاد تركيا (لاعب) (الإنجليزية)
- إمره أقبابا على موقع قاعدة بيانات كرة القدم.إي يو (الإنجليزية)
- إمره أقبابا على موقع Soccerway.com (الإنجليزية)
- إمره أقبابا على موقع عالم كرة القدم.نت (الإنجليزية)